# Terrerola galtablanca
La terrerola galtablanca (Eremopterix leucotis) és una espècie d'ocell de la família dels alàudids (Alaudidae).

## Descripció
- Bec de color gris.
- Mascle amb cap i parts inferiors de color negre amb unes contrastades taques blanques al clatell i darrere dels ulls fins a la zona auricular. Dors i ales marrons amb algunes ratlles fosques.
- Femella marró per sobre parts inferiors blanques amb ratlles longitudinals al pit. Coll i clatell blancs.

## Hàbitat i distribució
Habita bona art de les zones àrides de l'Àfrica subsahariana, des del sud-oest de Mauritània, Senegal i Gàmbia, cap a l'est, a tyravés del nord de Nigèria, sud de Txad, el Sudan, el Sudan del Sud fins a Etiòpia i sud de Somàlia, i cap al sud, a través del nord-est d'Uganda, Kenya, nord-est de Tanzània, sud d'Angola, nord de Namíbia, Botswana, sud i est de Zàmbia, Malawi, oest i sud de Moçambic i Zimbàbue, fins al nord-est de Sud-àfrica.